# Макуноани
Макуноани (сото Makhunoane) е община в северно Лесото, област Бута-Буте. Населението на общината през 2006 година е 8085 души.